# Jablaniški Potok
Jablaniški Potok – wieś w Słowenii, w gminie Šmartno pri Litiji. W 2018 roku liczyła 7 mieszkańców.